# Карби (Грузия)
Карби (груз. კარბი) — село в Грузии, на территории Горийского муниципалитета края (мхаре) Шида-Картли.

## География
Село находится в центральной части Грузии, на левом берегу реки Малая Лиахви, на расстоянии приблизительно 20 километров (по прямой) к северу от города Гори, административного центра муниципалитета. Абсолютная высота — 861 метр над уровнем моря.

## Население
По результатам официальной переписи населения 2014 года в Карби проживало 613 человек (302 мужчины и 311 женщин). В национальной структуре населения грузины составляли 98,5 %.
| Год  | Население, человек |
| ---- | ------------------ |
| 2002 | 768                |
| 2014 | ↘ 613              |